# Matthäus Claunigk
Matthäus Claunigk (auch Claunick; * 1708; † 28. Juli 1781 in Sonnewalde) war ein Orgelbauer in der Niederlausitz. Er gilt als Begründer des Sonnewalder Orgelbaus.

## Leben
Die Herkunft von Matthäus Claunigk ist unbekannt. Um 1740 nach Sonnewalde gekommen, ist er ab 1751 als Orgelbauer nachweisbar und gilt als prägender Kopf des Niederlausitzer Landorgelbaus. Aus der Ehe mit Anna Catharina ging der einzige Sohn Carl Gotthold Claunigk hervor, der um 1781 die Werkstatt des Vaters übernahm. Vermutlich ging der Sonnewalder Orgelbauer Johann Christoph Schröther der Ältere ebenfalls bei Matthäus Claunigk in die Lehre.
Claunigk baute überwiegend einmanualige Werke.

## Orgeln (Auswahl)
Orgelneubauten
| Jahr    | Ort                           | Gebäude                                   | Bild | Manuale | Register | Erbauer | Bemerkungen                                                                    |
| ------- | ----------------------------- | ----------------------------------------- | ---- | ------- | -------- | ------- | ------------------------------------------------------------------------------ |
| 1742    | Sonnewalde                    | Stadtpfarrkirche St. Marien               |      | II/P    |          |         | Details nicht bekannt, Prospekt erhalten. Seit 1910 Orgel von Alexander Schuke |
| 1749    | Krossen                       | Dorfkirche Krossen                        |      |         |          |         |                                                                                |
| 1754    | Uckro                         | Dorfkirche Uckro                          |      |         |          |         |                                                                                |
| um 1754 | Waltersdorf                   | Dorfkirche Waltersdorf (Niederer Fläming) |      |         |          |         |                                                                                |
| 1755    | Hohenleipisch                 | Dorfkirche Hohenleipisch                  |      |         |          |         |                                                                                |
| um 1755 | Groß Schacksdorf              | Dorfkirche Groß Schacksdorf               |      | I/P     | 6        |         | 1990 von Orgelbau Fahlenberg restauriert                                       |
| 1776    | Betten (Massen-Niederlausitz) | Dorfkirche Betten (Niederlausitz)         |      |         |          |         |                                                                                |
| 1778    | Groß Ziescht                  | Dorfkirche Groß Ziescht                   |      |         |          |         |                                                                                |